# Rua General Câmara

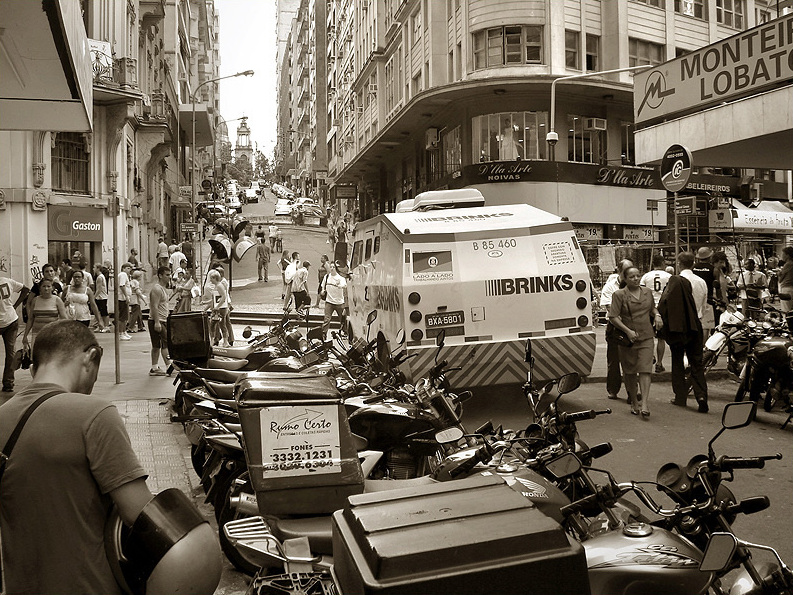
Vista da Rua General Câmara (Rua da Ladeira)

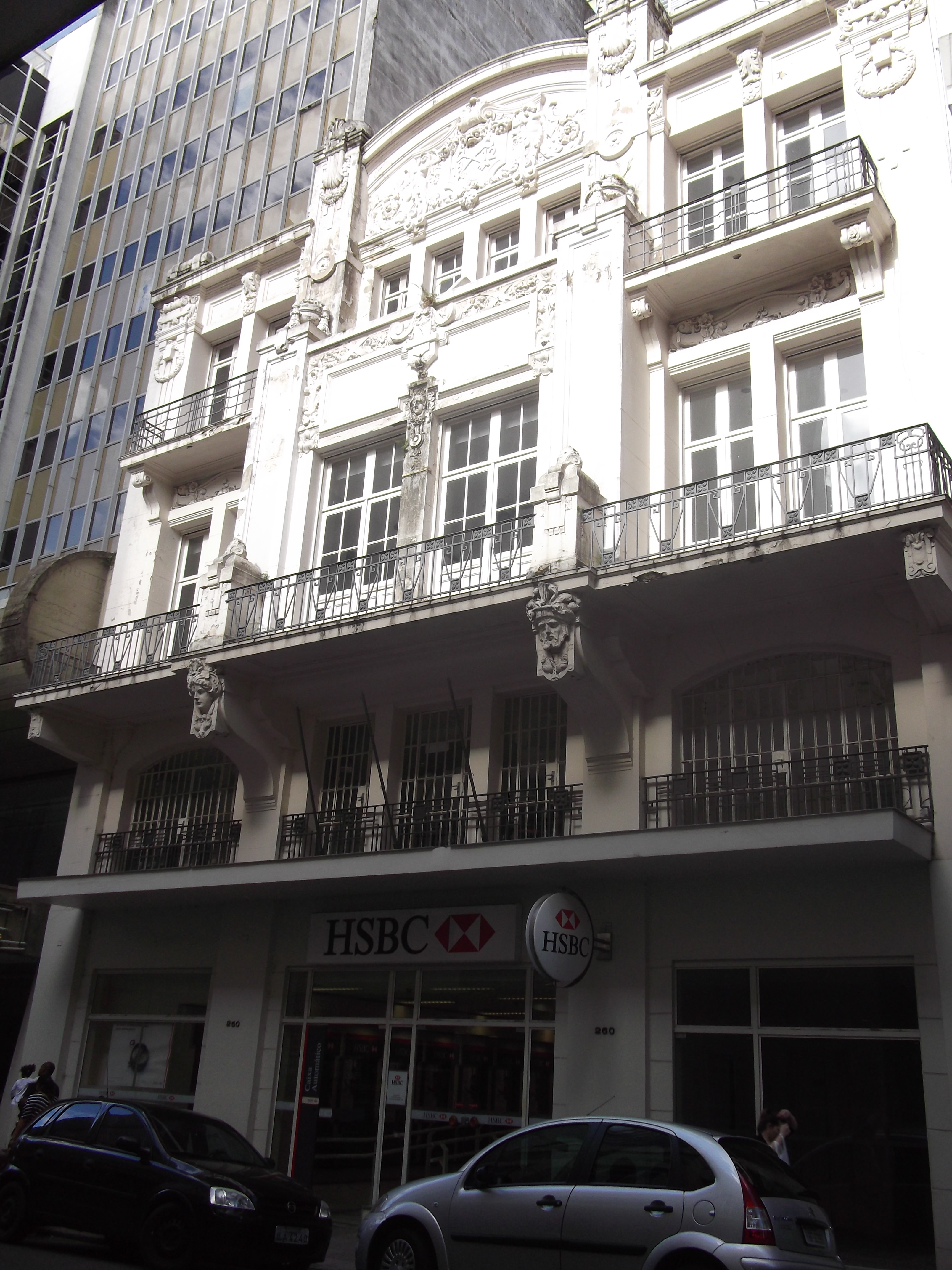
Detalhe de edificação na Rua da Ladeira

A Rua General Câmara, também chamada de Rua da Ladeira, é uma via pública  localizada no centro histórico da cidade de Porto Alegre, no estado brasileiro do Rio Grande do Sul. Começa na Avenida Mauá e termina na Rua Riachuelo.

## Histórico
No início do século XIX, quando o governo central transformou a Freguesia de São Francisco do Porto dos Casais em Vila de Nossa Senhora Madre de Deus de Porto Alegre, existiam apenas sete ruas com edificações no local, três paralelas à margem do Guaíba e quatro transversais. A Rua General Câmara era uma dessas transversais e fazia a conexão direta entre a Rua da Praia e o alto da matriz desde 1799. Já nesta época possuía dois nomes: no trecho entre a Rua dos Andradas e a Rua Riachuelo era conhecida como Rua do Ouvidor, certamente por causa do ouvidor da comarca, dr. Lourenço José Vieira Souto, que determinou a execução do seu calçamento à Câmara Municipal e, no trecho entre a Rua dos Andradas e a Avenida Mauá, como Beco do João Inácio ou Beco da Garapa, porque o comerciante João Inácio ali vendia uma garapa de qualidade, procedente de sua chácara localizada no Caminho Novo, e que atraía um bom número de apreciadores.
Por volta de 1829, a Rua do Ouvidor passou a ser conhecida, também, por Rua da Ladeira. As três designações coexistiram até 1870, quando a Câmara Municipal oficializou o nome de Rua General Câmara em toda a sua extensão, em homenagem ao general José Antônio Corrêa da Câmara, visconde de Pelotas.
Apesar da denominação centenária de Rua General Câmara, ela continua ainda a ser chamada pela população de Porto Alegre de Rua da Ladeira.

### Referência bibliográfica
- Franco, Sérgio da Costa. Guia Histórico de Porto Alegre. Porto Alegre: Editora da Universidade (UFRGS)/Prefeitura Municipal, 1992